# 제1108통신여단
제1108통신여단(1108th Signal Brigade)은 메릴랜드주 포트 조지  G. 미드에 있었던 미국 육군 통신대의 여단이다.

## 역사
1988년 7월 6일, 메릴랜드주 포트 리치에서 미국 육군 정보체계시험사령부로 창설되었다. 이듬해 1989년 4월 1일 제1108통신여단으로 개편되었다.
1993년 8월, 제7통신사령부가 해체되자, 여단은 레이븐락 산악복합단지를 운영하고 백악관과 합동참모본부에 전략통신을 지원하던 사령부의 임무를 물려받았다. 2개월 뒤, 제1101통신여단 예하 제1111통신대대를 전속받았다.
1995년 기지재분할폐쇄협의의 결과에 따라 제1111통신대대와 함께 1998년 9월에 포트 데트릭으로 이사하였다.
2003년 10월 16일, 부대기 전환식을 시행하고 제21통신여단으로 재지정되고, 예하 통신대대는 제1110은 302, 제1111은 114로 서수가 바뀌었다.

## 산하 조직
- 제1110통신대대 - 메릴랜드주, 포트 데릭
- 제1111통신대대 - 펜실베니아주, 레이븐락 산악복합단지
- 북동전화스위칭센터(Northeast Telecomm Switching Center) - 뉴욕주 시러큐스
- 국방 도심지 화상전화시스템 (Defense Metropolitan Area Telephone System (DMATS))
  - 메사추세츠주 보스턴; (시기불명) ~ 2001년 7~8월
  - 미주리주 세인트루이스; (시기불명) ~ 2001년 7~8월

## 기록

### 계보
- 1988년 7월 6일, United States Army Information System Test Command→미국 육군 정보체계시험사령부
- 1989년 4월 1일, 1108th Signal Brigade→제1108통신여단

### 소속
1. 제7통신사령부; 1988년 7월 6일
2. 육군통신사령부; 1993년 8월

## 참고
1. ↑  《Defense Base Closure And Realignment Commission: Report To The President 1995》 (영어). DIANE Publishing Company. 2004. ISBN 9780788124617. 2019년 5월 14일에 확인함.
2. ↑  “Brigade History” (영어). 2003년 12월 23일에 원본 문서에서 보존된 문서. 2019년 5월 14일에 확인함.